# Embalse del Dniéper
El embalse del Dniéper (ucraniano, Дніпровське водосховище, Dniprovs'ke vodoskhovyshche) es un embalse ubicado en el río Dniéper en Ucrania, que toma su nombre del río. Se encuentra dentro de los óblasts o regiones de Dnipropetrovsk y de Zaporiyia. Se creó en 1932 a través de la construcción de la Estación Hidroeléctrica Dniéper.
El embalse tiene 129 km de largo, tiene una anchura media de 3,2 km (7 km en su punto más ancho), y tiene una profundidad media de 8 metros (53 m en su punto más hondo). El volumen total de agua es 3,3 km³.
El lago Lenin, que se extiende durante aproximadamente diez kilómetros en la desembocadura del río Samara, desemboca en el extremo septentrional del embalse. La creación del embalse inundó los históricos "Rápidos del río Dniéper".

## Referencias

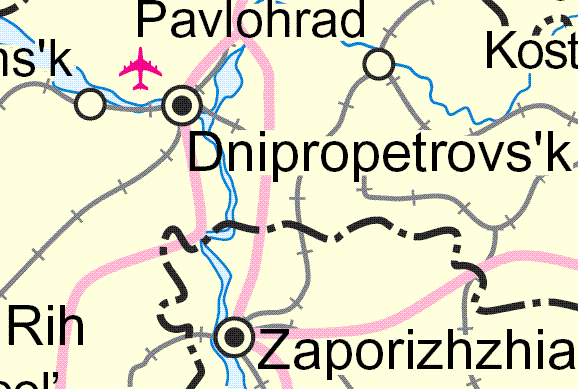
Mapa del embalse del Dniéper.